# Alopecurus japonicus
Alopecurus japonicus är en gräsart som beskrevs av Ernst Gottlieb von Steudel. Alopecurus japonicus ingår i släktet kavlen, och familjen gräs. Inga underarter finns listade i Catalogue of Life.